# BattleTech: The Crescent Hawk’s Inception
BattleTech: The Crescent Hawk’s Inception — пошаговая приключенческая ролевая игра по франшизе BattleTech выпущенная в 1988 году Westwood Associates. Это был один из первых коммерческих портов франшизы, и в нем были представлены некоторые миры BattleTech, государства и фракции, политические деятели и оружие, особенно боевые роботы — Мехи.

## Сюжет
Игроку предстоит выступить в роли Джэйсона Янгблада (англ. Jason Youngblood), молодого кадета-мехвойна остановившегося на планете Пасифика в пространстве Лиранского альянса. Находясь в Цитадели Джэйсон учится пилотировать боевых Мехов и общевойсковому бою. Во время тренировки на Мехе Цитадель атакуют силы Синдиката Дракона. Джэйсон должен избежать плена и добраться до подразделения своего отца Crescent Hawk, чтобы в дальнейшем разрушить планы захватчиков.

## Игровой процесс
Игра разделена на три части, у каждой свои цели и игровой процесс, но схожий интерфейс. Первая часть игры проходит в Цитадели. Игрок должен выполнять тренировочные миссии на боевом Мехе, так же он может обучаться стрельбе из различного стрелкового оружия. Этот раздел даёт игроку общее представление об игре, а так же возможность поднять уровень персонажа и заработать К-Чеки (англ. C-Bills), основную валюту вселенной Battletech. Все сюжетные события происходят непосредственно в игре, причём игра начинается до начала основной истории. Во время одной из тренировочных миссий Цитадель подвергается нападению, и игра меняется.
Вторая часть игры основывается на элементах ролевой игры (RPG): игроку необходимо искать людей для своего отряда, добывать лучшее оружие и экипировку, выполнять сюжетные задания, и конечно же участвовать в битвах. По сюжету отряду игрока предстоит обыскивать населённые пункты Пасифики в поисках средств способных открыть древний тайник эпохи Звёздной Лиги. В котором содержатся боевые Мехи и другое ценное оборудование. Изучение мест интереса на карте могут вызвать случайные столкновения с вражескими мехами и пехотой. Игрок может выбрать ручное управление боем (включается тактический пошаговый режим) или авто-бой. Нападающие со временем становятся сильнее, если игроку удается собрать много мехов и ослабевает при больших потерях у игрока. Третья часть игры наступает после того, как доступ в тайник Звёздной Лиги будет открыт, часть состоит из головоломок требующих для своего решения применение логики и сопутствие удачи.

## Интересные факты
Был выпущен специальный тираж игры. В комплект игры такого тиража входила миниатюра Боевого Меха Phoenix Hawk LAM (Land-Air Mech).
В 1990 году было выпущено продолжение под названием BattleTech: The Crescent Hawk's Revenge. Игра унаследовала сюжетную линию, но получила новую игровую механику — тактические сражения в реальном времени.